# 三溝站
三溝站（日语：／ Samizo eki */?）是位於長野縣松本市波田，屬於Alpico交通的上高地線車站。車站編號為AK-09。

## 歷史
- 1922年（大正11年）
  - 5月10日 - 筑摩鐵道車站啟用[1]。
  - 10月31日 - 公司名稱改為筑摩電氣鐵道。
- 1932年（昭和7年）12月2日 - 公司名稱改為松本電氣鐵道。
- 2011年（平成23年）4月1日 - 公司名稱改為Alpico交通。

## 車站構造
本站是設有1面1線單式月台的地面車站。本站也是無人車站，月台上設有候車室。

## 使用狀況
根據「松本市統計書」，以下為1日平均乘車人次列表：
| 乘車人次變化 | 乘車人次變化 |
| 年度         | 1日平均人次  |
| ------------ | ------------ |
| 2009         | 115          |
| 2010         | 137          |
| 2011         | 153          |
| 2012         | 167          |
| 2013         | 178          |
| 2014         | 167          |
| 2015         | 178          |
| 2016         | 178          |
| 2017         | 173          |

## 車站周邊
車站周邊為住宅和農地。另外在平成大合併（2010年3月31日）以前，鄰接新村站的人工河流（和田堰的分流）為舊松本市和舊波田町的邊界。
- 三溝簡易郵局
- 安養寺（日语：安養寺 (松本市)）[1]
- 國道158號

## 相鄰車站
Alpico交通
上高地線
新村（AK-08）－三溝（AK-09）－森口（AK-10）

## 注腳
1. 1 2 3 4 5 6  信濃毎日新聞社出版部. . 信濃毎日新聞社. 2011-07-24: 314. ISBN 9784784071647 （日语）.